# Idaea devestita
Idaea devestita là một loài bướm đêm trong họ Geometridae.